# قوقش
قوقش (الاسم العلمي Milvago)، جنس طير من فصيلة الصقرية ورتبة الصقريات الشكل جسمه ربع القد، طوله نحو 40 سم. رأسه مستغلظ الشكل. سقطه ضيق مستطيل وذنبه كذلك وهو مسرول الرسغ، دقيق المخلب. موطنه البلاد الآسيوية والأمريكية.